# Sīveleh
Sīveleh (persiska: سيوله) är en ort i Iran.   Den ligger i provinsen Lorestan, i den centrala delen av landet, 300 km sydväst om huvudstaden Teheran. Sīveleh ligger 1 944 meter över havet och antalet invånare är 212.
Terrängen runt Sīveleh är varierad. Runt Sīveleh är det ganska glesbefolkat, med 29 invånare per kvadratkilometer. Närmaste större samhälle är Aznā, 12,5 km norr om Sīveleh. Trakten runt Sīveleh består i huvudsak av gräsmarker.